# Magastátra
Magastátra, vagy egyes források szerint Tátraváros (szlovákul: Vysoké Tatry, németül: Hohe Tatra, angolul: High Tatras, lengyelül: Tatry Wysokie, franciául: Hautes Tatras) üdülőváros, mely 14 tátrai település közös közigazgatási egysége. Szlovákiában, az Eperjesi kerületben, a Poprádi járásban található.

## Fekvése
A város a Magas-Tátra déli lábánál nyugat-keleti irányban elnyúlva fekszik. Legnyugatibb településrésze Podbanszkó, a legkeletibb Barlangliget.

## Története
Magastátra 1947-ben a a Szlovák Köztársaság Nemzeti Tanácsának 52/1947 sz. rendelete alapján a következő városok és községek területén jött létre: Alsóerdőfalva, Batizfalva, Csorba, Felsőerdőfalva, Folvarky, Gerla, Hunfalva, Izsákfalva, Kakaslomnic, Kisszalók, Kokava, Késmárk, Malompatak, Menguszfalva, Nagyszalók, Pribilina, Rókus, Stóla, Szepesbéla, Vichodna, Vázsec, Ótátrafüred.
1990. november 23-án alakították meg Ótátrafüred néven a Magas-Tátra három addig önálló községéből, Csorbatóból, Ótátrafüredből és Tátralomnicból, melyekhez összesen 15 községrész (telep és település) tartozott, majd 1999. január 1-jén kapta mai nevét. A polgármesteri hivatal és az önkormányzat székhelye Ótátrafüreden van.

## Településrészei

### 1999 előtt
Magastátra város 1999-2007 közötti községrészei 1990-ig a következő három községhez tartoztak:
| A lila határvonalak a 20. század közepéig érvényes községhatárokat jelzik, amikor a Magas-Tátra nagy része még a hegység lábánál található községek között volt felosztva. | | |
| Csorbató (Štrbské Pleso) | Ótátrafüred (Starý Smokovec, Altschmecks) | Tátralomnic (Tatranská Lomnica, Tatralomnitz) |
| - Podbanszkó (Podbanské, Unterbanen) - Felsőhági (Vyšné Hágy, Hoch-Haag)                                                                                                   | - Újpolyánka (Nová Polianka, Neupolanka) - Tátrapolyánka (Tatranská Polianka, Tatra-Polanka) - Tátrazubor (Tatranské Zubry, Zubernheim) - Újtátrafüred (Nový Smokovec, Neuschmecks) - Felsőtátrafüred (Horný Smokovec, Oberschmecks) - Alsótátrafüred (Dolný Smokovec, Niederschmecks) | - Tátraerdőfalva (Tatranská Lesná, Tatrawalddorf) - Matlárháza (Tatranské Matliare, Matlarenau) - Késmárkiitató (Kežmarské Žľaby, Käsmarker Tränke) - Tátravölgy (Tatranská Kotlina, Hohlenhain) |

### 2007-től
Csorbató (Štrbské Pleso) településrész, ami az 1999 előtti Csorbató község központja volt, 2007. május 3-án Csorba (Štrba) község része lett. A csorbaiak 17 éve próbálkoztak az üdülőhely visszaszerzésével, és törekvésük a legfelső fórumon végül sikerrel járt. A szlovák legfelsőbb bíróság határozata értelmében újból Csorba községhez tartozik, visszaállt az 1947 előtti állapot.
Magastátra város vissza akarja szerezni az üdülőhelyet, mert attól tartanak, hogy szétzilálódik a Tátra egysége.

## Népessége
| Év:            | 1994. | 2004.    | 2014.    | 2024.   |
| -------------- | ----- | -------- | -------- | ------- |
| Emberek száma: | 5669  | 4953     | 4113     | 3770    |
| Eltérés:       |       | -12,63 % | -16,95 % | -8,33 % |

| Év:            | 2023. | 2024.   |
| -------------- | ----- | ------- |
| Emberek száma: | 3782  | 3770    |
| Eltérés:       |       | -0,31 % |

2001-ben 5407 lakosából 5026 szlovák volt.
2011-ben 4250 lakosából 3539 szlovák volt.
2021-ben 3901 lakosából 3485 (+23) szlovák, 62 cseh, 14 (+6) magyar (0,36%), 10 lengyel, 8 zsidó, 6 (+15) ruszin, 3 (+2) cigány, 3 ukrán, 3 osztrák, 2 német, 1 morva, 1 orosz, 1 kínai, 1 olasz, 1 angol, 1 ír, 6 egyéb, 293 ismeretlen nemzetiségű.

## Neves személyek
- Újtátrafüreden hunyt el 1899-ben Szontagh Miklós orvos, botanikus, a magashegységi klímaterápia hazai úttörője.
- Matlárházán szolgált Anton Rákay (1925-2013) szlovák író és orvos.
- Ótátrafüred fejlesztésén munkálkodott Johann Georg Rainer (1800-1872) vállalkozó.
- Ótátrafüred fejlesztésén munkálkodott id. Gustav Hoepfner (1833-1900) vállalkozó, újságíró és fiai Hoepfner Guidó (1868-1945) építész, illetve ifj. Gustav Hoepfner (1872-1932) vállalkozó.